# ناحیه ایگل نست، شهرستان سنت لوئیس، مینه سوتا
ناحیه ایگل نست (به انگلیسی: Eagles Nest Township) یک منطقهٔ مسکونی در ایالات متحده آمریکا است که در شهرستان سنت لوئیس، مینه‌سوتا واقع شده‌است.
 ناحیه ایگل نست ۷۷٫۵ کیلومتر مربع مساحت و ۲۴۲ نفر جمعیت دارد و ۴۴۷ متر بالاتر از سطح دریا واقع شده‌است.